# Râul Valea cu Arini
Râul Valea cu Arini este un afluent al râului Runcu. 

## Hărți
- Harta județului Maramureș
- Harta Munții Gutâi  Arhivat în 4 martie 2016, la Wayback Machine.